# Die letzten 5 Jahre
Die letzten fünf Jahre (engl. Originaltitel The Last Five Years) ist ein Kammermusical mit Musik und Liedtexten von Jason Robert Brown. Es wurde im Jahr 2001 in Chicago uraufgeführt und im März 2002 im Minetta Lane Theatre am New Yorker Off-Broadway produziert.
 
Die deutsche Fassung stammt von Wolfgang Adenberg und hatte am 18. Juni 2005 im Rex-Theater Wuppertal Premiere. Die Hauptrollen spielten Patrick Stanke und Charlotte Heinke. Regie führten Daniel Witzke und Christoph Drewitz.

Die Londoner Erstaufführung fand am 18. Juli 2006 in der Menier Chocolate Factory statt.
Das Musical wurde mit Jeremy Jordan und Anna Kendrick in den Hauptrollen verfilmt. Die Verfilmung wurde erstmals im Jahr 2014 beim Toronto International Film Festival gezeigt.
Das Musical erzählt von der Beziehung eines Paares, Jamie und Cathy, die sich kennenlernen, heiraten und sich nach fünf Jahren wieder trennen. Dabei wählt Brown eine ungewöhnliche Erzählweise: Die Handlung wird ausschließlich durch vierzehn Lieder transportiert, wobei es kaum gesprochene Dialoge gibt. Jamie und Cathy wechseln sich in ihren Liedern ab. Während Jamie die Geschichte ihrer Beziehung vom Beginn an erzählt, blickt Cathy zurück, von ihrer Trennung bis zum ersten Rendezvous der beiden. Nur einmal, bei der Hochzeit, treffen sich die beiden Erzählstränge.

## Die Lieder
- Ich steh weinend da (Still Hurting) (Cathy)
- Meine Göttin (Shiksa Goddess) (Jamie)
- Schau, ich lächle (See I’m Smiling) (Cathy)
- Es geht ein bisschen zu schnell (Moving Too Fast) (Jamie)
- Ich bin Teil davon (Part of That) (Cathy)
- Das Lied von Schmuel (The Schmuel Song) (Jamie)
- Ein Sommer in Ohio (A Summer in Ohio) (Cathy)
- Die nächste Stunde (The Next Ten Minutes) (Jamie & Cathy)
- Wär die Welt perfekt (A Miracle Would Happen) (Jamie/Cathy)
- Ich komme voran (Climbing Uphill) (Cathy)
- Wär ich nicht überzeugt von dir (If I Didn’t Believe in You) (Jamie)
- Mir wird’s mal besser ergehn (I Can Do Better Than That) (Cathy)
- Keiner muss das erfahr’n (Nobody Needs to Know) (Jamie)
- Mach’s gut bis morgen/Ich konnte nie dein Retter sein (Goodbye Until Tomorrow/I Could Never Rescue You) (Cathy/Jamie)